# Рождественское (Медвенский район)
Рождественское — село в Медвенском районе Курской области России. Входит в состав Чермошнянского сельсовета.

## География
Село находится на юге центральной части Курской области, в пределах Среднерусской возвышенности, в лесостепной зоне, на правом берегу ручья Черемошной (левый приток реки Полной), на расстоянии примерно 7 километров (по прямой) к северо-востоку от Медвенки, административного центра района. Абсолютная высота — 195 метров над уровнем моря.

### Климат
Климат характеризуется как умеренно континентальный, с тёплым летом и умеренно холодной зимой. Среднегодовая температура воздуха — 5,5 °C. Абсолютный минимум температуры воздуха самого холодного месяца (января) составляет −37 °C; абсолютный максимум самого тёплого месяца (июля) — 35 °C. Безморозный период длится около 151 дня в году. Среднегодовое количество атмосферных осадков составляет 587 мм, из которых большая часть выпадает в тёплый период.

### Часовой пояс
Село Рождественское, как и вся Курская область, находится в часовой зоне МСК (московское время). Смещение применяемого времени относительно UTC составляет +3:00.

## Население
| 2002 | 2010 |
| ---- | ---- |
| 469  | ↘84  |

### Половой состав
По данным Всероссийской переписи населения 2010 года в половой структуре населения мужчины составляли 44 %, женщины — соответственно 56 %.

### Национальный состав
Согласно результатам переписи 2002 года, в национальной структуре населения русские составляли 87 %.